# Врублевская, Галина Владимировна
Гали́на Влади́мировна Врубле́вская (23 мая 1945, Молотовская область, ныне Пермский край) — русская писательница, автор городской романтической прозы, мемуаров и прикладных книг.

## Биография
Родилась на Урале, где в конце Великой Отечественной войны проходили воинскую службу её родители: мать, военврач Краснова Надежда Ивановна — коренная ленинградка; отец, офицер-инструктор Краснов Владимир Дмитриевич — уроженец Ивановской области. Спустя год семья вернулась на родину матери, в Ленинград. Здесь Галина росла и училась (в школах № 248 и № 211).
В 1970 году окончила Ленинградский кораблестроительный институт, в 1975 — спецфакультет прикладной математики ЛГУ. Работала в  Крыловский государственный научный центр — Википедия вплоть до перестройки в стране.https://gala-vrublevska.livejournal.com/527421.html
Дочери — Жанна и Виктория (автобиографическая книга автора Галина Врублевская «Половинка чемодана, или Писателями не рождаются», 2022 год, см. ниже в разделе «Рассказы, документальная проза, прикладная литература»).
Начала публиковаться в 80-е годы в газетах и журналах как автор коротких рассказов. Первая публикация — в газете «Вечерний Ленинград» от 7 марта 1985 года; первая журнальная публикация — в журнале «ЭКО» Сибирского отделения АН СССР (№ 1, 1987).
В 1990-е оставила работу в ЦНИИ, сотрудничала в качестве внештатного корреспондента в городских газетах, получила дополнительное психологическое образование в Институте психологического консультирования «Теменос» (1997). Занималась частной психотерапевтической практикой, публиковала в газетах и журналах научно-популярные статьи по Юнгианскому толкованию снов, также написала несколько книг по занимательной психологии, изданных в разных издательствах. Выступает в интерактивном режиме на ряде сайтов в качестве психолога-консультанта.
В 2000-е начала работу над первым романом. В 2002 году в московском издательстве «Центрполиграф» выходит роман писательницы «Половина любви». На сегодняшний день у Галины Врублевской, помимо книг прикладной психологии, изданы двенадцать романов, и несколько сборников рассказов. Романы переиздаются и в издательстве «Эксмо».
Галина Врублевская активно делится писательским мастерством на литературных площадках города, проводит тематические встречи с читателями в библиотеках.
Живёт и работает в Санкт-Петербурге.
Член Гильдии Психотерапии и Тренинга с 1998 года, член Союза писателей Санкт-Петербурга с 2012 года.

## Произведения

### Романы — Издания и переиздания, начиная с 2016 года
- Женщина с чужим паспортом. — М.: ЭКСМО, 2016. — (Время любить). — 4000 экз. — ISBN 978-5-699-87520-7.[8]
- Половина любви. — М.: Эксмо-Пресс, 2016. — (Время любить). — 3000 экз. — ISBN 978-5-699-90521-8.
- Поцелуев мост. — М.: Эксмо-Пресс, 2016. — (Время любить). — 3000 экз. — ISBN 978-5-699-90951-3.
- Море. Корабли. Девушка. — Прежде под названием: Завтра мы будем вместе. — М.: ЭКСМО, 2016. — (Время любить). — 1500 экз. — ISBN 978-5-699-89262-4.[9]
- Жена, любовница, подруга. — М.: Эксмо-Пресс, 2016. — (Время любить). — 4000 экз. — ISBN 978-5-699-88164-2.
- Королева придурочная. — М.: Эксмо-Пресс, 2016. — (Время любить). — 3000 экз. — ISBN 978-5-699-92773-9.
- Загадки любви. — М.: Эксмо-Пресс, 2016. — (Время любить). — 3000 экз. — ISBN 978-5-699-90531-8.
- Женское начало. — М.: Эксмо-Пресс, 2017. — (Время любить). — ISBN 978-5-699-95105-5.
- Неприступная женщина. — Прежнее название - Карьеристки. — М.: Эксмо-Пресс, 2017. — ISBN 978-5-699-98375-9.
- Когда любовь играет с жизнью. — Прежнее название - Игры взрослых людей. — М.: Эксмо-Пресс, 2018. — (Время любить). — ISBN 978-5-04-093411-9.
- Вальс белых ночей. — Прежнее название - Вальс одиноких. — М.: Эксмо-Пресс, 2018. — (Время любить). — ISBN 978-5-04-095949-5.
- Бабочки в цифровом музее. — СПб.: Союз писателей Петербурга, 2020. — ISBN 978-5-4311-0232-5.
- Бабочки в цифровом музее. — М.: T8 RUGRAМ, 2021. — ISBN 978-5-517-04850-9.

### Романы — Издания и переиздания 2002—2014 годы
- Половина любви. — М.: Центрполиграф, 2002, 2004. — (Женские истории). — 9000 + 10 000 экз. — ISBN 5-227-01780-8.[10]
- Завтра мы будем вместе. — М.: Центрполиграф, 2003. — (Женские истории). — 7000 экз. — ISBN 5-9524-0339-5.[11]
- Вальс одиноких. — М.: Центрполиграф, 2004. — (Женские истории). — 7000 экз. — ISBN 5-9524-0752-8.[12]
- Поцелуев мост. — М.: Центрполиграф, 2005. — (Женские истории). — 7000 экз. — ISBN 5-9524-1548-2.[13]
- Игры взрослых людей. — М.: Центрполиграф, 2006. — (Женские истории). — 6000 экз. — ISBN 5-9524-2043-5.[14]
- Королева придурочная. — М.: Центрполиграф, 2007. — (Девушка с характером). — ISBN 978-5-9524-2864-5.
- Женское начало. — М.: Центрполиграф, 2008. — (Женские истории). — 8000 экз. — ISBN 978-5-9-524-3802-6.
- Жена, любовница, подруга. — М.: Центрполиграф, 2009. — (Женские истории). — 6000 экз. — ISBN 978-5-9524-4273-3.
- Загадки любви. — М.: Центрполиграф, 2010. — (Женские истории). — 6000 экз. — ISBN 978-5-9524-4779-0.
- Карьеристки. — Беларусь: Букмастер, 2014. — (Современный роман о любви). — 2050 экз. — ISBN 978-985-549-773-9.

### Рассказы, мемуары, документальная проза, прикладная литература
- Кармический сеанс. — СПб.: ИПК «Вести», 2002. — 500 экз. — ISBN 5-86153-095-5.
- Ещё один шанс. — М.: Центрполиграф, 2009. — 8000 экз. — ISBN 5-9524-4060-9.
- Прощай, «почтовый ящик»!. — Автобиографическая проза и рассказы. — СПб.: Союз писателей Санкт-Петербурга, 2013. — 750 экз. — ISBN 978-5-4311-0043-7.
- Литературный автопортрет. — Интервью и статьи. — СПб.: ИТ "Арт-Экспресс", 2017. — ISBN 978-5-4391-0271-6.
- Дом мечты и смежные комнаты (рассказы). — СПб.:Союз писателей Петербурга, 2019. — ISBN 978-5-4311-0189-2
- Как писать прозу. Полный курс для начинающих. — СПб.: Союз писателей Петербурга, 2018. — ISBN 978-5-4311-0173-1.
- Как писать прозу. Полный курс для начинающих. — (online : epub). — Animedia Company, 2019. — ISBN 978-80-7499-333-6.
- Половинка чемодана, или Писателями не рождаются. — СПб.: Союз писателей Петербурга, 2022. — ISBN 978-5-4311-0265-3. - мемуары-автофикшн

### Просветительские книги по психологии
- 5 уроков по толкованию снов. — СПб.: СМИО Пресс, 1998. — 5000 экз. — ISBN 5-7704-0018-8.[15]
- Самоучитель по толкованию снов. — М.: Эксмо, 2007. — 5000 экз. — ISBN 978-5-699-23982-5.[16]
- Самоучитель по толкованию снов. — Ростов-на-Дону: Феникс, 2013. — 2500 экз. — ISBN 978-5-222-20756-7.
- Карманный оракул. — М.: Эксмо, 2008. — 4000 экз. — ISBN 978-5-699-32237-4.[17]
- Карманный оракул: предсказания на все случаи жизни. — М.: РИПОЛ классик, 2005. — 7000 экз. — ISBN ISBN 5-7905-3391-4.
- Карманный оракул: парные события во сне и наяву. — Ростов-на-Дону: Феникс, 2013. — 3000 экз. — ISBN ISBN 978-5-222-21413-8.
- Код счастья или как распознать свою половинку. — М.: РИПОЛ классик, 2006. — 5000 экз. — ISBN 5-3630-0045-8.
- Руководства к исполнению снов. — СПб.: Невский проспект, 2001. — 12 000 экз. — ISBN 5-94371-047-7.
- Руководства к исполнению снов. — М.: РИПОЛ классик и Престиж книга, 2006. — 7000 экз. — ISBN 5-3630-0024-5.
- Сны: подсказки и толкования. — СПб.: Веды, Азбука-Классика, 2009. — 10 000 экз. — ISBN 978-5-9985-0397-9.
- Как заметить предвестия важных событий. ДАЙДЖЕСТ авторских книг - 1. — СПб.: Арт-Экспресс, 2020. — ISBN 978-5-4391-0556-4.
- Как найти свою половинку по цвету и почерку. ДАЙДЖЕСТ авторских книг - 2. — СПб.: Арт-Экспресс, 2020. — ISBN 978-5-4391-0557-1.
- Как проработать свой сон, чтобы управлять реальностью. ДАЙДЖЕСТ авторских книг - 3. — СПб.: Арт-Экспресс, 2020. — ISBN 978-5-4391-0558-8.

### Статьи, интервью, публикации, видео автора
- Интервью книжному блогеру Наталье Суховейко на платформе Дзен, август, 2023
- Авторский сайт Галины Врублевской
- Интервью писателю и блогеру Денису Чекалову
- Интервью на сайте «Любителей сентиментального жанра»
- Чужие сны — информация к размышлению, статья в журнале «Профессия-ДИРЕКТОР», от 08.2007
- Интервью Ольге Топровер в журнале «Невский альманах», № 1/2012
- Творческий вечер в Доме писателя
- «Лишние люди» в романах двух Александров, с конкурса эссе «Ильи-премия»-2012
- Творческий вечер в Доме писателя «Физики и лирики», май, 2014
- Творческий вечер в "Лавке писателя"11.01.2017